# The Chronicle of Philanthropy
The Chronicle of Philanthropy (La Chronique de la Philanthropie) est un magazine qui couvre le monde des organisations à but non lucratif. Basé à Washington DC, il s’adresse aux dirigeants d’organisations caritatives, de fondations, aux collecteurs de fonds et aux autres personnes impliquées dans la philanthropie. The Chronicle of Philanthropy publie 12 numéros par an, tout en mettant à jour son site Web quotidiennement. Il a été fondé en 1988 par l'éditeur Phil Semas puis repris par la rédactrice en chef Stacy Palmer. Il appartient à The Chronicle of Higher Education Inc., qui publie également The Chronicle of Higher Education, un hebdomadaire couvrant les universités et les collèges. En décembre 2012, il était diffusé à 25,875 exemplaires.

## Projets de recherche
The Chronicle of Philanthropy participe à des projets de recherche tels que The Philanthropy 400, qui classe chaque année les plus grandes organisations sans but lucratif américaines en fonction de la quantité d’argent qu'elles collectent et The Philanthropy 50, qui classe les personnes qui versent le plus d’argent chaque année,. Selon une étude de 2012 de Chronicle, les plus fortunés (ceux gagnant plus de 100 000 dollars par an) versent une part plus faible, en moyenne 4,2%, aux organisations caritatives que les plus pauvres (entre 50 000 et 75 000 dollars par an) dont le don en represente en moyenne de 7,6 %,. En 2007, ils évaluèrent les dons des célébrités et constatèrent que souvent, leur implication n’était pas aussi réelle que l’attention accordée par la presse le laisse penser. 

## Équipe
Stacy Palmer a été rédactrice en chef de The Chronicle of Philanthropy. Le rédacteur en chef est maintenant Dan Parks. Heather Joslyn est la rédactrice en chef adjointe. 